# Peachia hilli
Peachia hilli is een zeeanemonensoort uit de familie Haloclavidae.
Peachia hilli is voor het eerst wetenschappelijk beschreven door Wilsmore in 1911.